# Суперкубок Польщі з футболу 1983
Суперкубок Польщі з футболу 1983  — 1-й розіграш турніру. Матч відбувся 30 липня 1983 року між чемпіоном Польщі клубом Лех (Познань) та володарем кубка Польщі клубом Лехія (Гданськ).
| Володар Суперкубка Польщі 1983 |
| ------------------------------ |
|                                |
| Лехія (Гданськ) Перший титул   |

## Матч

### Деталі
| 30 липня 1983 |

| Лех (Познань) | 0:1 | Лехія (Гданськ)  |
| ------------- | --- | ---------------- |
|               |     | Крущиньський 88' |

| Міський стадіон, Гданськ Глядачів: 15 000 |